# Austrocylindropuntia cylindrica
Austrocylindropuntia cylindrica är en kaktusväxtart som först beskrevs av Jean-Baptiste de Lamarck, och fick sitt nu gällande namn av Curt Backeberg. Austrocylindropuntia cylindrica ingår i släktet Austrocylindropuntia och familjen kaktusväxter. Inga underarter finns listade i Catalogue of Life.

## Bildgalleri

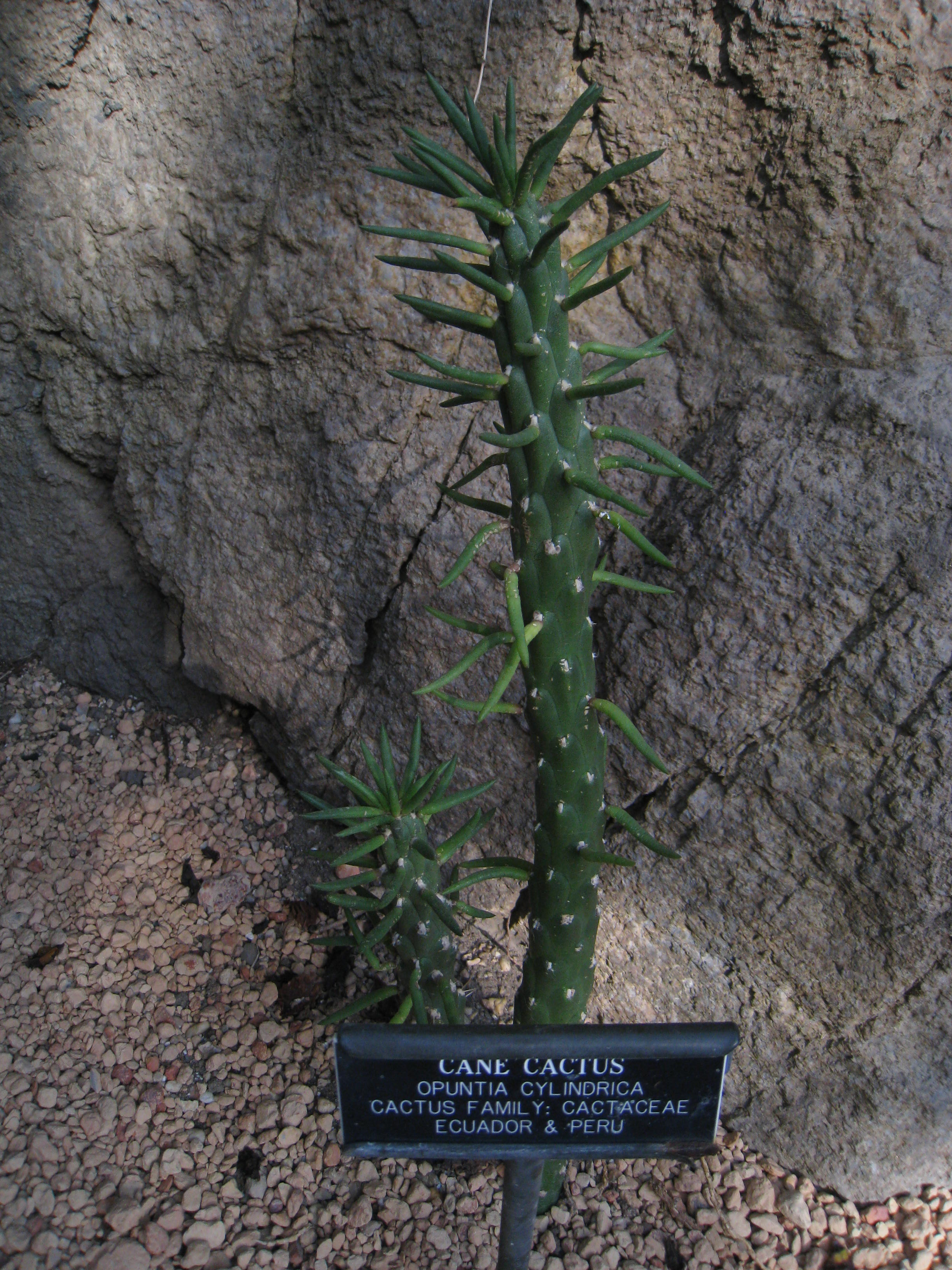
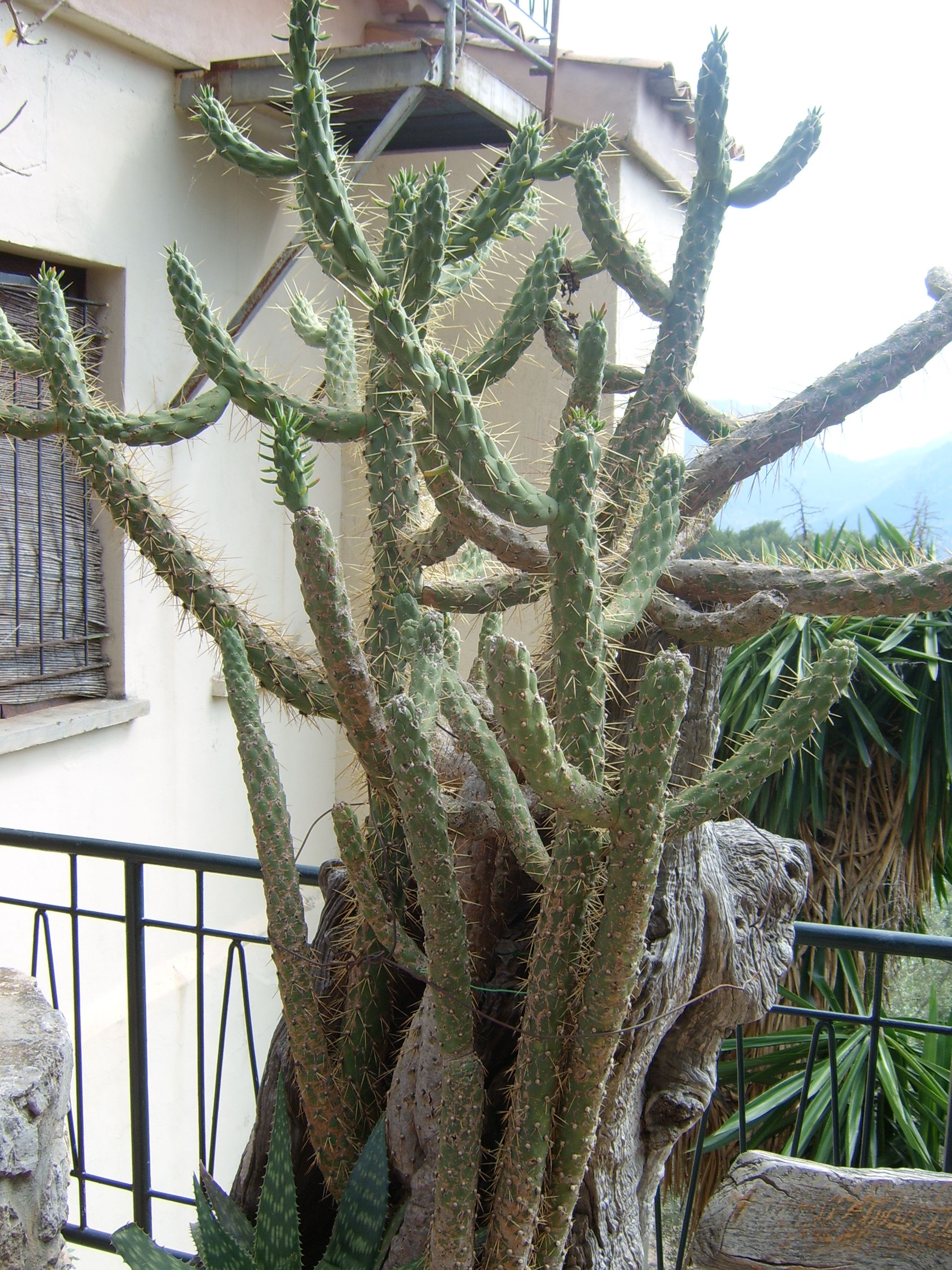
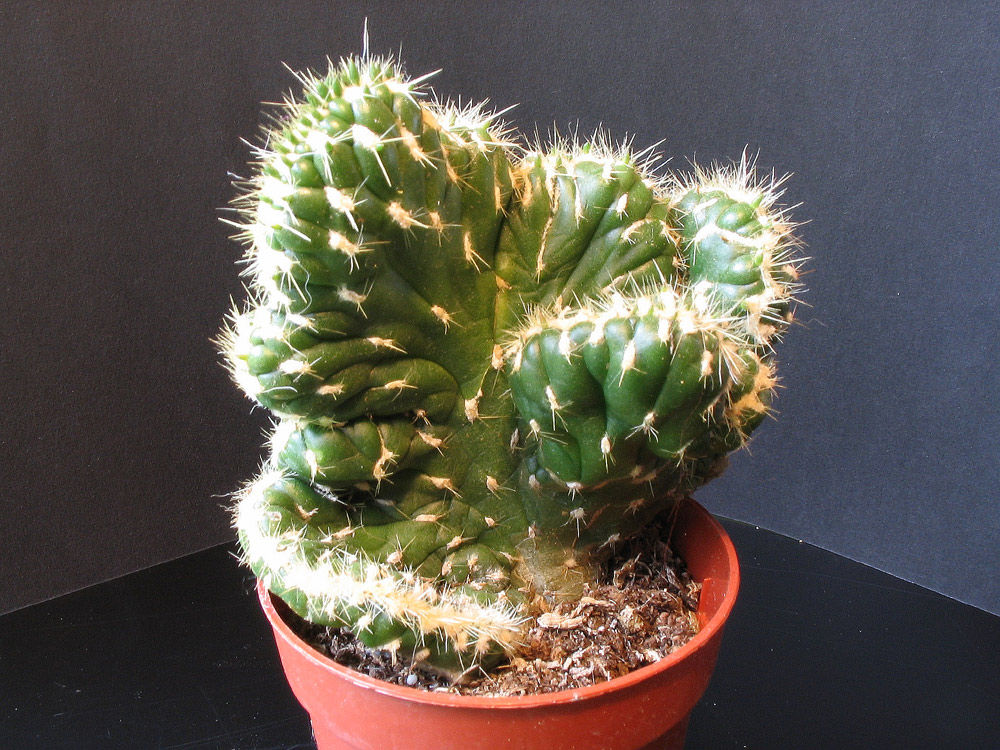
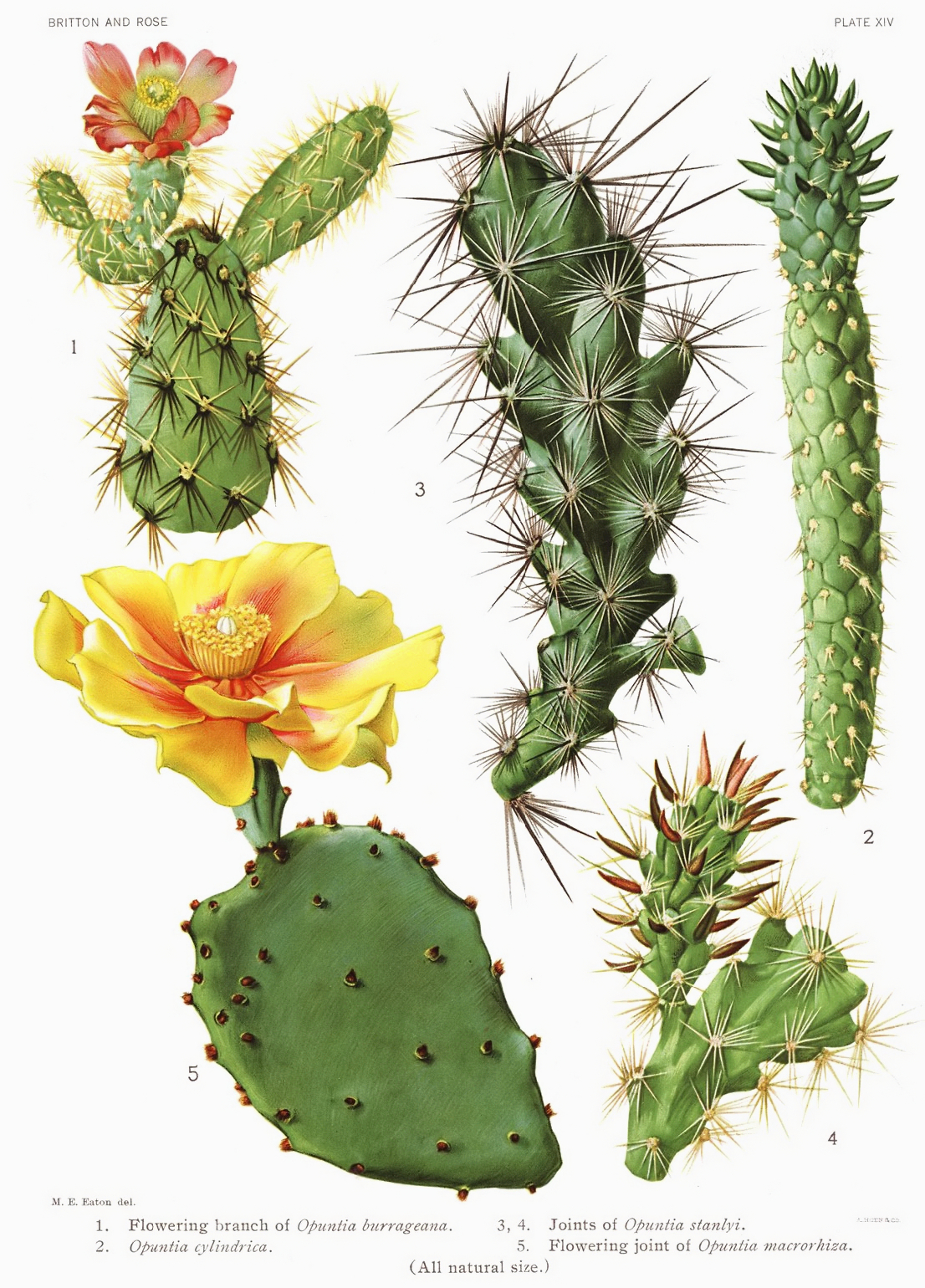